# Clara Fey
Pour les articles homonymes, voir Fey.
Clara Fey (né le 11 avril 1815 à Aix-la-Chapelle, mort le 8 mai 1894 à Simpelveld) est une religieuse catholique allemande, fondatrice de la congrégation des sœurs du Pauvre Enfant Jésus. Elle est vénérée comme bienheureuse par l'Église catholique.

## Biographie

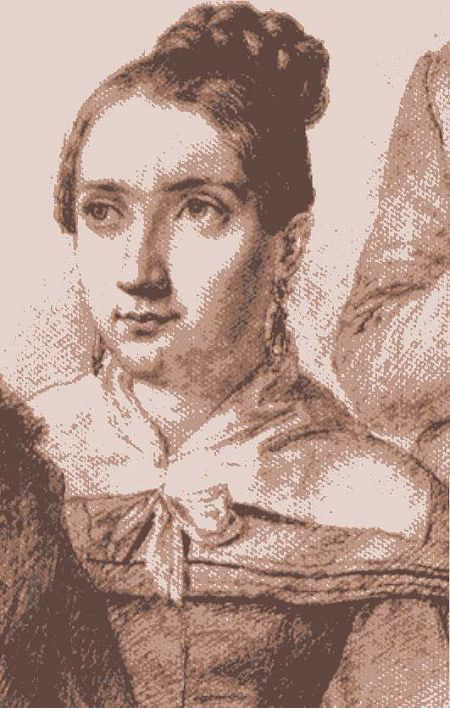
Clara Fey jeune fille.

Clara Fey est le quatrième des cinq enfants du riche industriel textile Louis Fey et son épouse Katharina. Il meurt des suites d'un accident cardio-vasculaire lorsqu'elle a cinq ans. Elle va dans une institution où elle est l'élève de Luise Hensel. Celle-ci aura une grande influence sur elle et d'autres camarades comme Pauline von Mallinckrodt et Franziska Schervier qui fonderont elles aussi des congrégations religieuses.
Bientôt elle porte son attention sur le sort des orphelins et des enfants de parents pauvres qui sont de plus en plus nombreux dans la ville industrielle d'Aix-la-Chapelle. Avec le soutien de son frère Andreas, chapelain de l'église des dominicains, elle réunit en en parlant à des amis de sa famille et à des camarades des gens autour d'elle. Avec son argent à elle, elle ouvre avec des camarades une école en 1837. En 1842, on lui permet de s'installer dans l'ancien monastère dominicain de Jakobstraße.
Le 2 février 1844, Clara Fey fonde avec Wilhelmine Istas, Leocadia Startz et Louise Vossen la congrégation des sœurs du Pauvre Enfant Jésus. Elle est soutenue par son frère Andreas, les prêtres Wilhelm Sartorius et Leonhard Aloys Joseph Nellessen ainsi que par l'évêque Johannes Theodor Laurent.
La communauté apporte aux enfants et aux adolescents une scolarité et un soutien social. En 1845, les statuts sont déposés auprès de l'archevêque de Cologne Johannes von Geissel qui accepte la nouvelle congrégation en 1848. Les sœurs portent un habit noir comme un signe de repentance et par-dessus le scapulaire blanc des dominicains. Deux ans plus tard, les premières nouvelles sœurs font leurs vœux, Clara Fey devient mère supérieure. Le 12 mai 1869, la congrégation est reconnue par un institut de droit pontifical par le pape Pie IX. En 1888, le pape Léon XIII accepte la constitution de la congrégation semblable à la Règle de saint Augustin.
Rapidement, la congrégation s'agrandit jusqu'à 600 sœurs dans 27 couvents en Prusse. En 1878, il doit faire face au Kulturkampf, sauf dans le quartier de Burtscheid, à Aix-la-Chapelle, qui s'occupe des sœurs malades. Clara Fey s'exile aux Pays-Bas, à Simpelveld où elle fonde une nouvelle maison. Les sœurs s'établissent aussi en Angleterre, en Belgique et en France.
Après la fin de Kulturkampf en 1887, la congrégation retourne en Prusse. Clara Fey reste à Simpelveld.

## Vénération
Quelques années après sa mort, on réunit des éléments pour un procès en béatification. La congrégation des sœurs du Pauvre Enfant Jésus l'appuie en 1916. Face à un culte qui s'établit, le corps de Clara Fey est mis dans l'église du couvent de Simpelveld. En 1958, le procès de béatification est lancé. Le pape Jean-Paul II à Rome reconnaît Clara Fey vénérable le 14 mai 1991.
Le 5 mai 2018, Clara Fey est proclamée bienheureuse lors d'une cérémonie célébrée à Aix-la-Chapelle par le cardinal Angelo Amato, préfet de la Congrégation pour les causes des saints.